# 聖霊学園高等学校
聖霊学園高等学校（せいれいがくえんこうとうがっこう）は、秋田県秋田市南通みその町に所在する私立女子高等学校。現在は秋田県内で唯一の女子高校である。

## 概要
県内唯一のミッションスクールである聖霊女子短期大学の付属高等学校であった。
かつては中学校も設置していたが、2013年（平成25年）に休止となった（休止当時、県内で唯一の私立中学校であった）。

## 沿革
- 1908年 - アーノルド・ヤンセン及びシスタ・ピア（園部ピア）ほか修道女4人が楢山幼稚園を設立。
- 1909年 - 私立女子職業学校設立。
- 1915年 - 聖霊学院女子職業学校に改称。
- 1923年 - 聖霊学院女子学院に改称。
- 1928年 - 聖霊学院高等女学院に改称。
- 1941年 - 聖霊高等女学校に改称。
- 1947年 - 聖霊中学校設立。
- 1948年 - 聖霊高等女学校を聖霊高等学校に改称。
- 1951年 - 学校法人聖霊学園に改組。
- 1954年 - 聖霊女子短期大学設置[2]にともない、聖霊女子短期大学付属中学校・聖霊女子短期大学付属高等学校に改称。
- 1992年 - 国際コースを開設。
- 1993年 - 特進コースを開設。
- 2008年11月 - 創立100周年記念式典。
- 2013年4月 - 付属中学校を休止[3]。
- 2024年4月 - 聖霊女子短期大学付属高等学校を聖霊学園高等学校に改称。

## 部活動
- バレーボール部は春の高校バレー等に出場経験がある。

## 交通
- JR奥羽本線・羽越本線 秋田駅下車、徒歩で約15分。

## 著名な出身者
- 阿部まみ - 福岡放送アナウンサー
- 石井資子 - 元秋田テレビアナウンサー
- 天寿光希 - 元宝塚歌劇団星組男役
- 苑利香輝 - 宝塚歌劇団雪組男役
- hàl - シンガーソングライター
- Joelle - シンガーソングライター
- 江畑幸子 - 元バレーボール選手
- 佐藤美弥 - 元バレーボール選手
- 鈴木絢音 - 元乃木坂46メンバー